# Medinilla rufescens
Medinilla rufescens är en tvåhjärtbladig växtart som beskrevs av Regalado. Medinilla rufescens ingår i släktet Medinilla och familjen Melastomataceae. Inga underarter finns listade i Catalogue of Life.